# أزدرخت ثنائي التفرع
أزدرخت ثنائي التفرع (الاسم العلمي:Melia dichotoma) هو نوع غير مؤكد من النباتات يتبع جنس الأزدرخت من الفصيلة الأزدرختية.